# Phillip Island Airport
Phillip Island Airport är en flygplats i Australien. Den ligger i kommunen Bass Coast och delstaten Victoria, omkring 85 kilometer söder om delstatshuvudstaden Melbourne. Phillip Island Airport ligger 10 meter över havet. Den ligger på ön Phillip Island.
Trakten är glest befolkad. Närmaste större samhälle är Phillip Island, nära Phillip Island Airport. 
Genomsnittlig årsnederbörd är 1 245 millimeter. Den regnigaste månaden är maj, med i genomsnitt 158 mm nederbörd, och den torraste är januari, med 49 mm nederbörd.